# USA Cartoon Express

USA Cartoon Express, ou simplement Cartoon Express, est un programme télévisé composé de séries d'animation auparavant diffusé sur la chaîne télévisée américaine USA Network de fin 1982 jusqu'au 15 septembre 1996. The Express fut le premier programme d'animation sur télévision par câble, en concurrence avec ceux de Nickelodeon pendant une demi-décennie, et de Cartoon Network pendant plus d'une décennie.

## Histoire

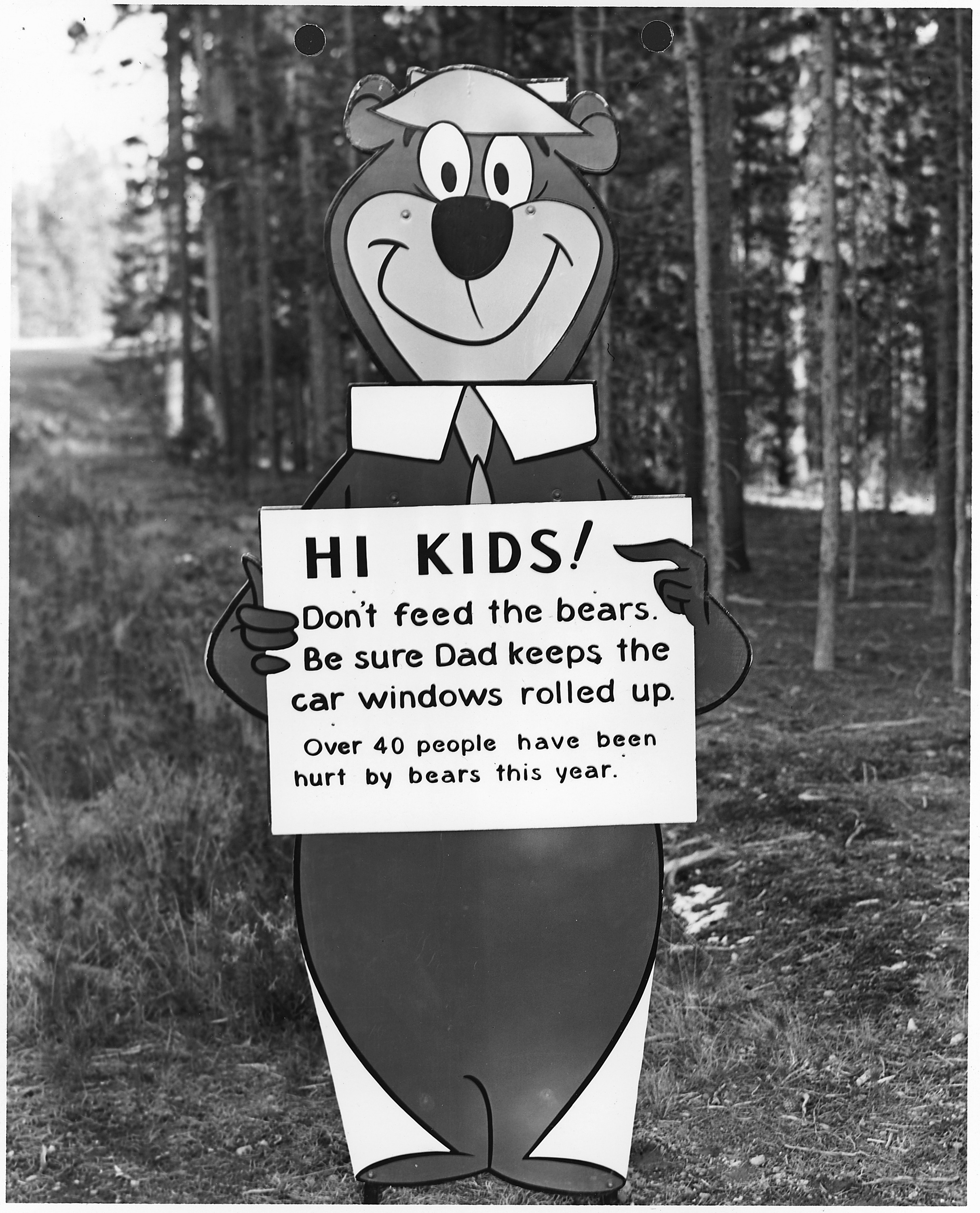
Yogi l'ours fut l'une des nombreuses séries diffusées sur USA Cartoon Express.

En septembre 1982, USA Cartoon Express est annoncé par la chaîne télévisée américaine USA Network comme nouveau programme. Sous le nom initial de The Express, il est originellement diffusé tôt le matin, en remplacement d'un ancien programme appelé Calliope. Les toutes premières séries diffusées étaient celles en provenance des studios Hanna-Barbera,. Des séries bien connues telles que Scooby-Doo, Roquet belles oreilles, Yogi l'ours, Space Ghost, Les Schtroumpfs, et Jonny Quest partageaient leurs heures de diffusion avec d'autres séries telles que Wheelie and the Chopper Bunch, Mini Mini détective, Dynomutt, Dog Wonder, parmi d'autres, et autres séries dérivées comme celles des Pierrafeu avec The Pebbles and Bamm-Bamm Show. À la fin des années 1980, les séries diffusées sur Cartoon Express deviennent plus variées avec G.I. Joe, Transformers, Les Maîtres de l'univers, SOS Fantômes, Jem et les Hologrammes, Robotech, et Alvin et les Chipmunks. L'annonceur était Curt Chaplin, plus tard connu dans l'émission The People's Court (en).
En octobre 1991, Turner Broadcasting rachète Hanna-Barbera et lance Cartoon Network un an plus tard, et reprend ainsi de nombreuses séries diffusées sur Cartoon Express. Les seules séries Hanna-Barbera uniquement laissées à Cartoon Express étaient Les Schtroumpfs jusqu'en 1993, et Scooby-Doo jusqu'en 1994. En automne 1993, Cartoon Express lance deux nouvelles séries originales : Itsy Bitsy Spider et Junior le terrible (basée sur le film homonyme) ; ses deux séries ont eu peine à gagner de l'audience. Tortues Ninja : Les Chevaliers d'écaille devient la nouvelle série à succès du programme.
Plus tard, la chaîne USA acquiert brièvement les droits des courts-métrages animés Terrytoons comme Deputy Dawg (en) et Mighty Mouse, et de cartoons liés aux DC Comics comme Le Plein de Super. En 1996, USA Network diffuse le programme USA Action Extreme Team (en) avec des séries inspirées des jeux vidéo Street Fighter II et Mortal Kombat, et du comic Savage Dragon. Ces trois séries, dont Wing Commander Academy, se centraient sur un seul personnage du nom de « The Warrior King. » Les séries originales et le Tortues Ninja : Les Chevaliers d'écaille ayant achevé leur diffusion, USA Cartoon Express devient un programme matinal composé de séries d'action comme Mighty Max, Sailor Moon (devenue l'une des séries à succès du programme Toonami sur Cartoon Network), Street Sharks : Les Requins de la ville, et Gargoyles, les anges de la nuit comme principales séries diffusées.
Le 15 septembre 1996, USA Cartoon Express est diffusée pour la toute dernière fois sur USA Network, après 14 ans de loyaux services sur la chaîne.